# Großsteingrab Hjortegårdene 4
Das Großsteingrab Hjortegårdene 4 ist eine megalithische Grabanlage der jungsteinzeitlichen Nordgruppe der Trichterbecherkultur im Kirchspiel Draaby in der dänischen Kommune Frederikssund.

## Lage
Das Grab befindet sich am Südrand von Hjortegårde in einem kleinen Waldstück westlich des Bautahøjvej. In der näheren Umgebung gibt bzw. gab es zahlreiche weitere megalithische Grabanlagen.

## Forschungsgeschichte
In den Jahren 1873 und 1942 führten Mitarbeiter des Dänischen Nationalmuseums Dokumentationen der Fundstelle durch. 1882 wurden Zeichnungen des Grabes angefertigt. Eine weitere Dokumentation erfolgte 1982 durch Mitarbeiter der Forst- und Naturbehörde.

## Beschreibung
Die Anlage besitzt eine runde(?) Hügelschüttung mit einem Durchmesser von 15 m und einer Höhe von 1,5 m. Eine steinerne Umfassung ist nicht erkennbar. Der Hügel ist stark mit Feuerstein-Grus durchsetzt.
Der Hügel enthält eine Grabkammer, die wohl als Ganggrab anzusprechen ist (Klaus Ebbesen klassifiziert sie als Ganggrab oder Großdolmen). Zu den Maßen und der Orientierung liegen keine Angaben vor. Von der Kammer sind nur drei Decksteine erkennbar, die Wandsteine sind in der Hügelschüttung verborgen. Der Kammer ist ein ostsüdost-westsüdwestlich orientierter Gang vorgelagert, von dem zwei Decksteine erkennbar sind.